# Steve McCall
Stephen McCall (Chicago, 30 september 1933 - aldaar, 25 mei 1989) was een Amerikaanse jazzdrummer van de creative jazz.

## Biografie
McCall speelde eerst blues en mainstream jazz, voordat hij in 1961 begon te spelen met Muhal Richard Abrams. Hij behoorde tot de oprichters van de Association for the Advancement of Creative Musicians, was lid van een trio rond Fred Anderson en nam op met Joseph Jarman (Song for, 1966), de eerste geluidsdrager van de AACM. Zoals enkele andere AACM-muzikanten ging hij in 1967 naar Parijs, waar hij bleef tot 1970. Hij was betrokken bij documentaire films en kwam in aanraking met de Europese freejazz van een zekere Gunter Hampel. Gelijktijdig werkte hij in de bands van Marion Brown, Anthony Braxton en Roscoe Mitchell. Tijdens de vroege jaren 1979 formeerde hij met Fred Hopkins en Henry Threadgill de jazzband Air, waarmee hij tien jaar optrad en talrijke platen uitbracht. Vervolgens speelde hij met het oktet van David Murray en met Cecil Taylor.

## Overlijden
Steve McCall overleed in mei 1989 op 55-jarige leeftijd.
- Bibliothèque nationale de France: cb138972780 (data)
- Gemeinsame Normdatei: 1127615564
- International Standard Name Identifier: 0000 0000 3197 3439
- Library of Congress Control Number: n94061907
- MusicBrainz: a478c780-f183-4de5-b654-2051d20f20f6
- Nederlandse Thesaurus van Auteursnamen: 07394999X
- SNAC: w6g87sj8
- Système universitaire de documentation: 158966961
- Virtual International Authority File: 69116224
- WorldCat: E39PBJjhDVFdQdKTCJxPBBbWXd